# Justus Bornowski
Justus Bornowski (ur. 7 września 1843 we Fromborku, zm. 8 września 1904 w Elblągu) – warmiński malarz i konserwator obiektów sakralnych.

## Życiorys

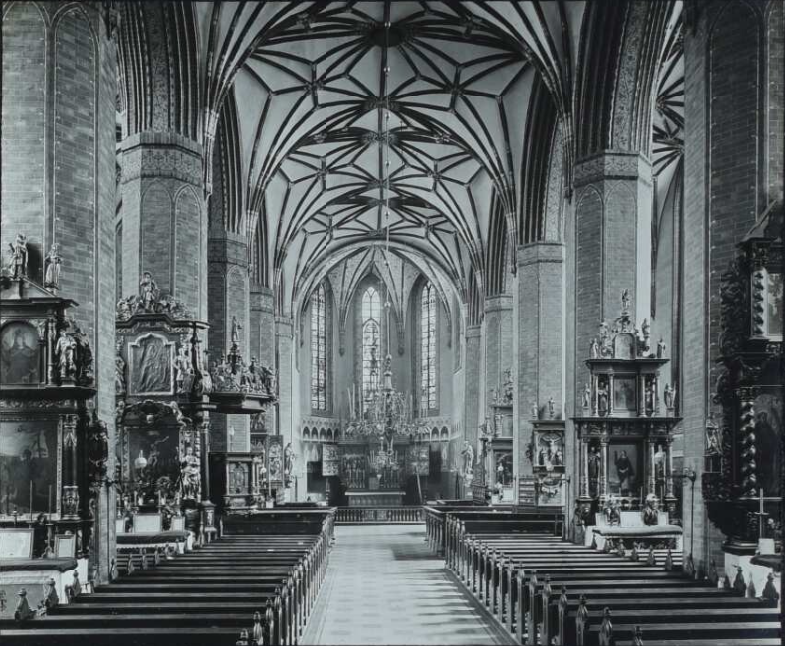
Bazylika w Braniewie z malowaniem filarów Justusa Bornowskiego

Kształcił się w gimnazjum w Braniewie, następnie ukończył studia jako artysta malarz w Akademii Sztuk Pięknych w Monachium. Po studiach osiedlił się w Elblągu, gdzie otworzył własny warsztat. Specjalizował się w malarstwie religijnym. Wykonywał polichromie w licznych świątyniach warmińskich, między innymi w kościołach w Błudowie, Braniewie, Gietrzwałdzie (1898), Płoskini, Elblągu, Gdańsku, a także w katedrach w Braniewie i we Fromborku.
Jedną z większych prac było wykonanie w latach 1887–1891, na zlecenie biskupa warmińskiego Thiela, dekoracji malarskiej całego wnętrza katedry fromborskiej. Jej wykonanie w stylu neogotyckim wzbudziło jednak kontrowersje. Poddawano krytyce zbyt sztywnie potraktowanie wnętrza katedry ornamentem, nadmierne złocenia i jaskrawą kolorystykę świątyni.
W latach 1892–1893 Justus Bornowski wykonał polichromię wnętrza katedry w Braniewie w ramach prowadzonych prac renowacyjnych świątyni. Polichromią pokrył sklepienia (żebra i zworniki), filary z fryzami i ściany (fryz świątynny) oraz łuk tęczowy i prezbiterium. Katedra w Braniewie została podczas II wojny światowej zburzona, w latach 80. odbudowana. W 2019 konserwator zabytków Katarzyna Polak opracowała Program prac konserwatorskich i restauratorskich ścian wewnętrznych, filarów i sklepień bazyliki mniejszej pw. św. Katarzyny Aleksandryjskiej w Braniewie, na podstawie którego od 2024 roku odtwarzany jest XIX-wieczny wygląd malowań Justusa Bornowskiego filarów świątyni.